# Майр (тауншип, Миннесота)
Майр (англ. Myhre) — тауншип в округе Лейк-оф-Вудс, Миннесота, США. На 2000 год его население составило 213 человек.

## География
По данным Бюро переписи населения США площадь тауншипа составляет 92,7 км², из которых 92,4 км² занимает суша, а 0,3 км² — вода (0,28 %).

## Демография
По данным переписи населения 2000 года здесь находились 213 человек, 76 домохозяйств и 59 семей. Плотность населения — 2,3 чел./км². На территории тауншипа расположено 96 построек со средней плотностью 1,0 построек на один квадратный километр. Расовый состав населения: 96,71 % белых, 0,47 % афроамериканцев, 0,47 % азиатов и 2,35 % приходится на две или более других рас.
Из 76 домохозяйств в 36,8 % воспитывались дети до 18 лет, в 65,8 % проживали супружеские пары, в 7,9 % проживали незамужние женщины и в 21,1 % домохозяйств проживали несемейные люди. 21,1 % домохозяйств состояли из одного человека, при том 3,9 % из — одиноких пожилых людей старше 65 лет. Средний размер домохозяйства — 2,80, а семьи — 3,23 человека.
32,4 % населения — младше 18 лет, 5,2 % — в возрасте от 18 до 24 лет, 31,5 % — от 25 до 44, 22,5 % — от 45 до 64, и 8,5 % — старше 65 лет. Средний возраст — 36 лет. На каждые 100 женщин приходилось 106,8 мужчин. На каждые 100 женщин старше 18 приходилось 108,7 мужчин.
Средний годовой доход домохозяйства составлял 31 563 доллара, а средний годовой доход семьи — 39 000 долларов. Средний доход мужчин — 30 000 долларов, в то время как у женщин — 17 143. Доход на душу населения составил 11 809 долларов. За чертой бедности находились 4,3 % семей и 8,6 % всего населения тауншипа, из которых 14,0 % младше 18 и 11,8 % старше 65 лет.